# Ineu
Ineu é uma cidade da Romênia com 10.416 habitantes, localizada no distrito de Arad.